# تکه‌ای آبی
تکه‌ای آبی (به انگلیسی: A Patch of Blue) فیلمی ۱۰۵ دقیقه‌ای به کارگردانی گای گرین با بازی سیدنی پوآتیه محصول کشور ایالات متحده آمریکا است.